# Tarnaörs
Tarnaörs is een plaats (község) en gemeente in het Hongaarse comitaat Heves. Tarnaörs telde in 2002 1837 inwoners.

## Geboren in Tarnaörs
- Emma Orczy (1865-1947), schrijfster (De rode pimpernel)